# Власов, Николай Никифорович
Николай Никифорович Власов — советский хозяйственный, государственный и политический деятель.

## Биография
Родился в 1928 году в Баймаке. Член КПСС.
С 1952 года — на хозяйственной, общественной и политической работе. В 1952—1986 гг. — инженер-исследователь, начальник лаборатории контрольных испытаний, начальник участка ОТК мартеновского цеха на Серовском металлургическом заводе, с.н.с., начальник лаборатории слитка, начальник мартеновской лаборатории, заведующий отделом производства стали Уральского НИИ черных металлов.
За коренное усовершенствование технологии выплавки и повышение качества высоколегированных сталей и сплавов ответственного назначения за счёт внепечной обработки инертным газом был в составе коллектива удостоен Государственной премии СССР в области науки и техники 1972 года.
Умер в Свердловске 8 августа 1986 года, похоронен на Нижне-Исетском кладбище.